# Shafa Bakou FK
 (septembre 2016).
Si vous disposez d'ouvrages ou d'articles de référence ou si vous connaissez des sites web de qualité traitant du thème abordé ici, merci de compléter l'article en donnant les références utiles à sa vérifiabilité et en les liant à la section « Notes et références ».
Maillots
Le Shafa Bakou Futbol Klubu (en azéri : Şəfa Bakı Futbol Klubu), plus couramment abrégé en Shafa Bakou, est un ancien club azerbaïdjanais de football fondé en 1998 et disparu en 2005, et basé à Bakou, la capitale du pays.

## Historique
- 1998 : fondation du club sous le nom de Shafa Bakou
- 2001 : 1re participation à une Coupe d'Europe (C3, saison 2001/2002)
- 2005 : fermeture du club

## Bilan sportif

### Palmarès
| Compétitions nationales                            |
| -------------------------------------------------- |
| - Coupe d'Azerbaïdjan (1) : - Vainqueur : 2000-01. |

### Bilan européen
Note : dans les résultats ci-dessous, le score du club est toujours donné en premier
| Saison    | Compétition | Tour              | Club               | Domicile | Extérieur | Total |
| --------- | ----------- | ----------------- | ------------------ | -------- | --------- | ----- |
| 2001-2002 | Coupe UEFA  | Tour préliminaire | Olimpija Ljubljana | 0 - 3    | 0 - 4     | 0 - 7 |

Légende
- Victoire ou qualification pour le tour suivant
- Match nul
- Défaite ou élimination de la compétition

## Anciens joueurs
- Kamran Agayev
- Tarlan Ahmadov
- Emin Imamaliev
- Mahir Shukurov
- Zaur Tagizade